# Lynmouth (Nouvelle-Zélande)
Lynmouth est une banlieue de New Plymouth dans la région de Taranaki dans l’ouest de l’Île du Nord de la Nouvelle-Zélande.

## Situation
Elle est localisée à l’ouest du centre de la cité de New Plymouth.

## Population
Selon le recensement de 2013 en Nouvelle-Zélande, la banlieue de Lynmouth avait une population de 2 181 habitants, en augmentation de 39 personnes depuis le recensement de 2006 en Nouvelle-Zélande.
Il y avait 1 047 hommes et 1 137 femmes.
Les tableaux ont été arrondis et le total peut ne pas faire 100 %.
Le hôpital de Taranki (en) est situé entre la localité de Lynmouth et la ville de Westown en direction du sud.

## Éducation
- L’école de Devon Intermediate est une école secondaire intermédiaire (allant des années 7 à 8) avec un taux de décile de 4[3] et un effectif de 427 élèves en 2020. L’école fut fondée en 1958[4]. L’uniforme consiste en un polo shirt, avec pour les filles le choix entre une culotte ou une jupe et les garçons un pantalon court.

- Les écoles de West End School et de St Joseph sont des écoles, qui contribuent au primaire (allant des années 1 à 6)  avec un taux de décile de 6[5] et 8[6] et un effectif respectivement de 338 élèves et 281 élèves  en 2020.

St Joseph est une école catholique intégrée au public.
Toutes ces écoles sont mixtes.

## Sports
Le FC Western est une association de football basée au niveau de Lynmouth Park, sur Devon Street West.